# Quartier de Picpus
Pour les articles homonymes, voir Picpus.
Le quartier de Picpus [pikpys]  est le 46e quartier administratif de Paris situé dans le 12e arrondissement. Son nom provient de la rue éponyme remontant[pas clair] au XVIe siècle et probablement de l'ancien « village de Pique-Puce » situé au même endroit.

Délimitation du quartier de Picpus en vert.

## Situation
Le quartier de Picpus est bordé au sud par le quartier de Bercy, au nord par le quartier de Charonne, à l’ouest par le quartier des Quinze-Vingts, et à l’est par le quartier du Bel-Air.

## Historique

### Hameau de Picpus
L'origine du quartier remonte au village de Pique-Puce qui recouvrait approximativement l'actuel quartier.
L'origine du nom « Picpus » est incertaine ; pour Jacques Hillairet, elle est « non précisée ». Les étymologies proposées au fil du temps sont généralement fantaisistes : la guérison miraculeuse par un moine d'une épidémie de lésions cutanées ressemblant à des piqûres de puces, ou encore la couleur puce des manteaux des moines du quartier. Un érudit du XVIIIe siècle dans Bibliothèque des sciences et des beaux arts, Pierre Gosse Junior et Daniel Pinet, en 1765, propose une étymologie plus élaborée, à partir de la langue celtique : « Pac, pec, pic, désignait une montagne, un coteau pointu, une colline ; de là Pacy, mot-à-mot, le coteau de la rivière, Pique-puce près Paris : Puce est une altération de Pud, Pod, autre nom celtique des coteaux. »
Plusieurs communautés religieuses s'installèrent dans le quartier autour de l'actuelle rue de Picpus, dont un établissement de chanoinesses de l'ordre de Saint-Augustin, connu sous le nom de Notre-Dame-de-la-Victoire-de-Lépante.
Lors de la création des sections révolutionnaires parisiennes, le quartier est incorporé à la section des Quinze-Vingts. En 1795, cette section est rattachée à l'ancien 8e arrondissement.

### Quartier de Picpus
La partie de l'actuelle rue de Picpus située entre le boulevard de Reuilly et l'actuelle avenue Daumesnil, qui s'appelait « chemin de la Croix-Rouge », marquait la limite entre les communes de Saint-Mandé (actuel quartier du Bel-Air) et Bercy. Lors de la construction des fortifications de Paris en 1844, ce territoire se retrouve à l'intérieur de l'enceinte et la loi du 16 juin 1859 l'annexe à Paris.
Le quartier administratif de Picpus est constitué le 3 novembre 1859 à partir : 
- d'une partie de l'ancien 8e arrondissement de Paris (ancien quartier des Quinze-Vingts), au nord et à l'ouest des anciens boulevards du mur des Fermiers généraux ;
- d'une partie de l'ancienne commune de Bercy, au sud du boulevard de Reuilly et à l'ouest de la rue de Picpus et l'actuelle avenue Daumesnil.

En avril 1929, Paris absorbe une partie des territoires de la Zone et le bois de Vincennes. Le territoire pris sur la commune de Charenton-le-Pont est rattaché au quartier de Picpus. Le bois de Vincennes est partagé entre le quartier de Picpus et le quartier du Bel-Air.

## Bâtiments remarquables et lieux de mémoire
- L'Université Sorbonne Nouvelle Paris 3, campus Nation (ouverture en 2022[8]).
- Le couvent et le cimetière de Picpus, qui est un cimetière privé où repose notamment La Fayette, situés rue de Picpus.
- La place de la Nation.
- Le cimetière de Bercy, le cimetière de Charenton (situé dans le bois de Vincennes).
- Le jardin de Reuilly-Paul-Pernin avec 4 200 m2, traversé par la coulée verte René-Dumont.